# Sonequa Martin-Green
Sonequa Martin-Green (sinh ngày 21 tháng 3 năm 1985) là một nữ diễn viên người Mỹ.

## Danh sách phim

### Điện ảnh
| Năm  | Tên                 | Vai           | Ghi chú |
| ---- | ------------------- | ------------- | ------- |
| 2005 | Not Quite Right     | Coco Delight  |         |
| 2007 | I-Can-D             | VJ            |         |
| 2008 | Blind Thoughts      | Jenna Lopez   |         |
| 2009 | Toe to Toe          | Tosha Spinner |         |
| 2009 | Rivers Wash Over Me | Shawna King   |         |
| 2011 | Da Brick            | Rachel        |         |
| 2011 | Yelling to the Sky  | Jojo Parker   |         |
| 2012 | Shockwave Darkside  | Private Lang  |         |

### Truyền hình
| Năm       | Tên                          | Vai             | Ghi chú |
| --------- | ---------------------------- | --------------- | ------- |
| 2008      | Law & Order: Criminal Intent | Kiana Richmond  |         |
| 2009      | Army Wives                   | Kanessa Jones   |         |
| 2009–2011 | The Good Wife                | Courtney Wells  |         |
| 2011      | Gossip Girl                  | Joanna          |         |
| 2012      | NYC 22                       | Michelle Terry  |         |
| 2012–2017 | The Walking Dead             | Sasha Williams  |         |
| 2013      | Once Upon a Time             | Tamara          |         |
| 2016      | Escape                       |                 |         |
| 2016–2017 | New Girl                     | Rhonda          |         |
| 2017      | Penn Zero: Part-Time Hero    |                 |         |
| 2017–2024 | Star Trek: Discovery         | Michael Burnham |         |